# Bocca Baciata
Bocca Baciata (1859) es una famosa pintura de Dante Gabriel Rossetti que representa un punto de inflexión en su carrera. Fue el primero de sus cuadros de figuras femeninas individuales y estableció el estilo que más tarde se convertiría en el sello distintivo de su obra. La influencia de Tiziano y la escuela veneciana es evidente, y la modelo fue Fanny Cornforth, la principal inspiración para las figuras más sensuales de Rossetti.

El título, que significa "boca besada", se refiere a la experiencia sexual del sujeto y está tomado del proverbio italiano escrito en el reverso de la pintura: 
Bocca baciata non perde ventura, anzi rinnova come fa la luna. 

(La boca besada no pierde su buena fortuna, más bien se renueva como lo hace la luna).
Rossetti, un consumado traductor de la literatura italiana temprana, probablemente quiso plasmar el proverbio del Decamerón de Boccaccio, donde se utiliza como culminación de la historia de Alatiel: una bella princesa sarracena que, a pesar de haber hecho el amor en quizás diez mil ocasiones con ocho amantes diferentes en el espacio de cuatro años, se presenta con éxito al rey del Algarve como su novia virgen. 
Rossetti explicó en una carta a William Bell Scott que mediante esta "pequeña media figura al óleo" estaba intentando pintar la piel de forma más completa y "evitar lo que sé que es un defecto recurrente en mí, y de hecho bastante común en la pintura de relaciones públicas, el punteado en la piel... Incluso entre los buenos pintores de antaño, sus retratos y cuadros más sencillos son casi siempre sus obras maestras por su color y ejecución; y me imagino que si uno tuviera esto en cuenta, podría tener una mejor oportunidad de aprender a pintar al final".
Es posible que la pintura haya sido influenciada por el retrato que Millais hizo de su cuñada Sophie Gray, completado dos años antes.